# 安和站
安和站（日语：／ Awa eki */?）是一位於日本高知縣須崎市安和、隸屬於四國旅客鐵道（JR四國）的鐵路車站。車站編號為K21。車站建築於須崎市郊區近海岸線，旁邊便是安和海水浴場。2020年度「青春18車票」的宣傳海報以高空拍攝本站的照片作為背景。

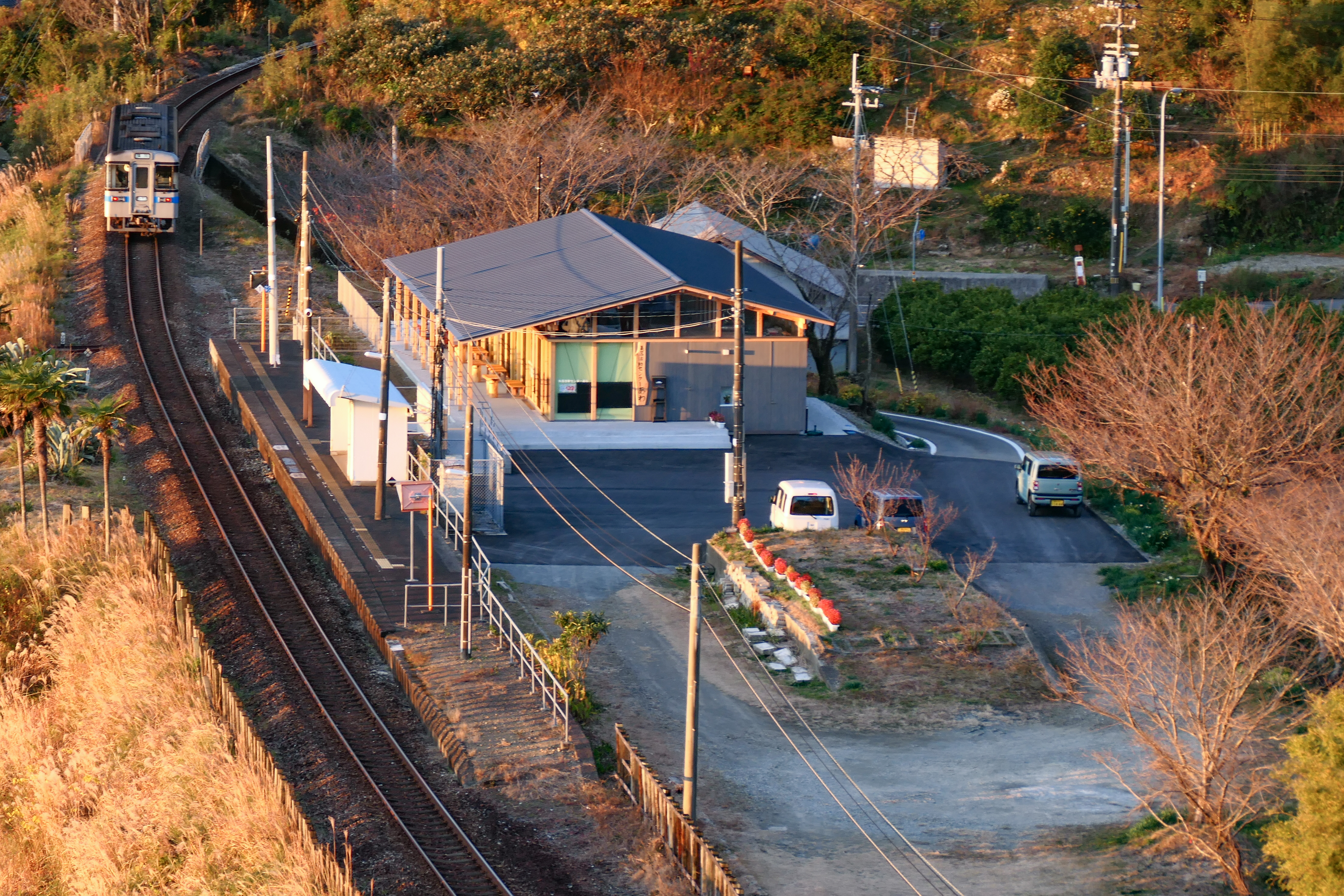
車站全景（2021年12月）

## 車站構造

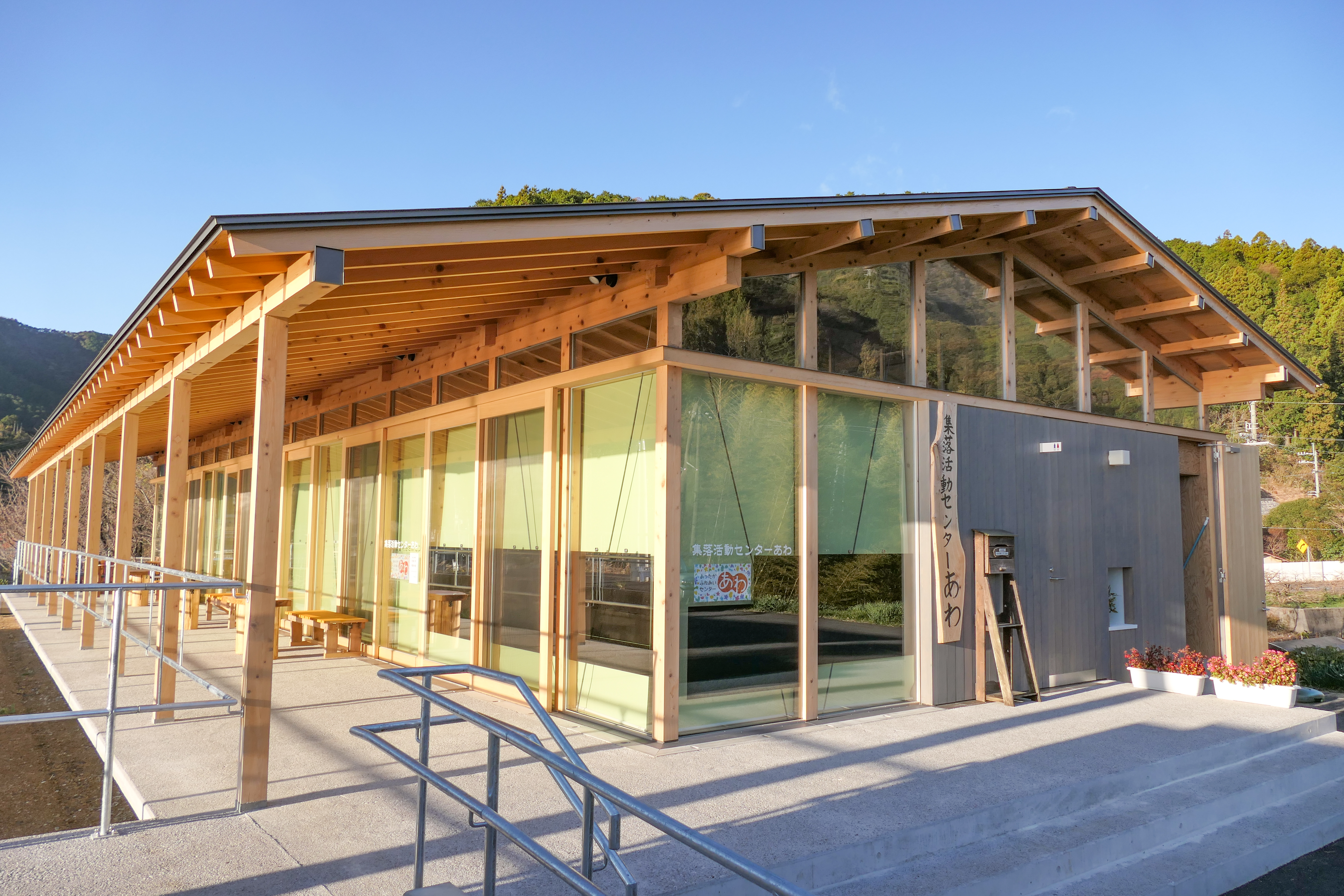
於原站房位置興建的安和集落活動中心（2021年12月）

現時車站採用簡易車站模式運作，過往曾設有站舍至80年代中期，並且為1面2線的島式月台，但隨著使用者改以駕車前往，使用鐵路的人數不斷減少，為節省保養開支，最後將原有站舍拆卸，改在月台上加建簡易式的候車亭，而靠岸的一邊路軌亦被撒去。因此名義上雖仍然為島式月台，但只維持1面1線的配置，月台有效長度為3輛，但向土佐新莊站的近1輛的長度被欄杆所封，令可以用的月台減至2輛。出入口改設於月台中央近土佐久禮站一方。並改以無障礙斜台上落。
因應觀光列車「志國土佐時代黎明物語」的運行，車站候車亭於2020年進行了翻新，除了為原來的候車亭加固及塗上新的漆油外，候車亭背面更加畫上了與列車外塗相近的日出黎明圖案。
2020年11月，高知縣決定在安和站原站房位置興建新的集落活動中心，取代原設於JA安和支所的舊址，並修整了原來連接月台及地面的通道，改為以水泥建成、並設有金屬扶手的無障礙通道，同時也平整了附近的地面。集落活動中心部份與月台連接，唯仍保留一小段舊軌道的空地。新活動中心於2021年11月正式投入使用。

### 月台配置

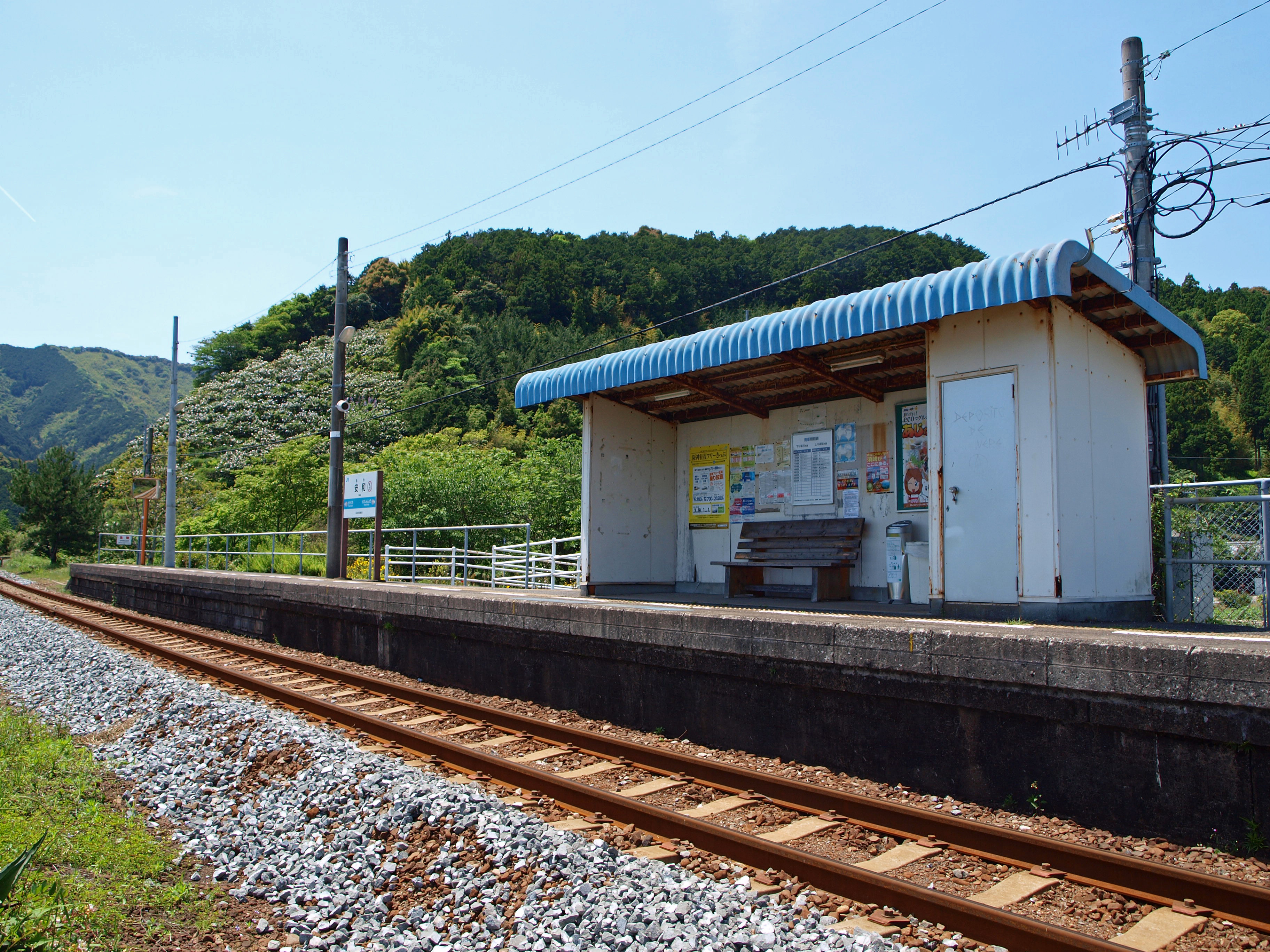
未翻新前的車站月台及候車亭（2010年5月）。

列車停靠時，往窪川方向為右側開門，往須崎方向為左側開門。
| 路線    | 方向 | 目的地         |
| ------- | ---- | -------------- |
| ■土讚線 | 下行 | 窪川方向       |
| ■土讚線 | 上行 | 須崎、高知方向 |

## 歷史
- 1939年11月15日：開業。
- 1969年10月1日：貨運服務停止。
- 1970年10月1日：無人化，改為簡易委託站。
- 1987年4月1日：日本國鐵分割民營化，車站的營運由JR四國繼承。
- 2014年11月24日：JR四國以「月台能清楚眺望月台前的太平洋和高知縣立須崎灣自然公園」為由，隨當地舉行「第7屆安和文化祭」期間增設觀光設置「戀愛長櫈」（らぶらぶベンチ，Love Love Bench），是JR四國繼江川崎站、坪尻站、大步危站及下灘站後，JR四國第五個、土讚線第3個設置相關觀光設施的車站。[3][4]
- 2021年11月27日：位於月台旁的「安和集落活動中心」啟用[5]。

## 相鄰車站
四國旅客鐵道（JR四國）
■土讚線
■特急「足摺」、「四萬十」1號
通過
■普通:::土佐新莊（K20）－安和（K21）－土佐久禮（K22）

## 外部連結
- JR四國安和站發車時間表 （页面存档备份，存于）
- 安和集落活動中心主頁 （页面存档备份，存于）